# 운명의 문
《운명의 문》(Postern of Fate)은 1973년 영국의 Collins Crime Club에서 출판한 애거사 크리스티의 추리 소설이다. 크리스티가 창조한 부부 탐정인 토미와 터펜스가 주인공이며, 그들의 마지막 등장이기도 하다. 《운명의 문》은 크리스티가 집필한 마지막 소설이지만 마지막으로 출판된 소설은 아닌데, 이는 미출판되었던 크리스티의 1940년대 작품 2개가 《운명의 문》이후에 출판되었기 때문이다.
참고로 이 작품은 크리스티의 소설 《프랑크푸르트행 여행자》, 《비뚤어진 집》, 《목적지 불명》 그리고 《마지막으로 죽음이 온다》와 더불어 유일하게 영화화되지 않은 5개의 작품 중 하나이다.

## 줄거리
70대에 접어든 토미와 터펜스 부부는 평화로운 은퇴 생활을 꿈꾸며 잉글랜드의 어느 조용한 마을로 이사하지만, 그들은 기다리고 있는 것은 비밀을 간직한 오래된 집이었다. 누군가가 낡은 책에 매리 조던(Mary Jordan)이라는 여인의 수상한 죽음에 대해 암호를 남겨놓은 것. 또 한 번, 토미와 터펜스는 오래된 비밀과 새로운 모험에 휘말리며 재간과 통찰력을 발휘한다.